# Peugeot Type 39
La Peugeot Type 39 est un modèle d'automobile produit par le constructeur français Peugeot en 1902.